# Colegio Pestalozzi
El Colegio Pestalozzi  (en alemán: Pestalozzi Schule) es una escuela pública de gestión privada internacional en el barrio de Belgrano, Buenos Aires, Argentina, de carácter mixto, laico y bicultural. Pertenece a la Asociación Cultural Pestalozzi. Ofrece  educación en los tres niveles: inicial, primaria  y secundaria. Recibe  apoyo del gobierno de la República Federal de Alemania en el marco de la ley  para colegios alemanes en el extranjero.  Los valores de la escuela son el respeto a la dignidad de las personas, la no discriminación y la educación para la paz y el compromiso social. Su misión según consta en su página web es desarrollar la autonomía moral e intelectual y promover la educación para la libertad y el encuentro de culturas.

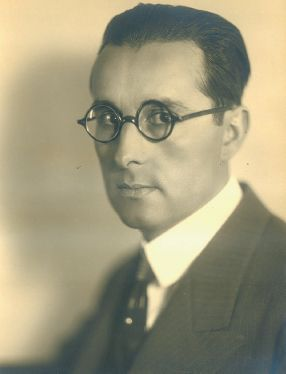
Ernesto Fernando Alemann

## Fundación
La Asociación Cultural Pestalozzi fue fundada  en la asamblea constitutiva el 1 de marzo de 1934 por el argentino Ernesto Alemann , doctor, periodista y editor del periódico Argentinisches Tageblatt y por Alfredo Hirsch, entre otros fundadores.  La asamblea se llevó a cabo en  el salón de la Escuela Germania.  Hubo una reunión preparatoria en la confitería El Águila  el 24 de enero de 1934 en la  cual acudieron 100 personas , entre ellos miembros de la comisión directiva de la Goethe Schule y de la Humboldt Schule.  El nombre del nuevo colegio iba a ser Gotthold Ephraim Lessing, pero finalmente se optó por el  de Heinrich Pestalozzi, en honor al célebre pedagogo alemán. Pestalozzi era suizo y simbolizaba la neutralidad.  En dicha reunión se resolvió crear un nuevo colegio alemán.  La financiación  de la escuela corrió al principio por parte de la familia Alemann y del director de la compañía Bunge y Born, Alfredo Hirsch.  El colegio debía financiarse por las cuotas de los asociados y por donativos, sin vinculación alguna con  el consulado alemán (Schnorbach, 2005).  Como consecuencia de la gran inmigración alemana en Argentina antes y durante la Segunda Guerra Mundial, el colegio fue fundado en oposición al régimen nazi, ofreciendo un refugio a pedagogos y estudiantes de origen judeo-alemán que se encontraban perseguidos por el Estado Alemán.
El Colegio Pestalozzi fue la primera institución en Buenos Aires en tener una placa "Stolpersteine", es decir, una placa que conmemora a las víctimas del Nazismo.

### Los primeros pasos  hasta la caída del nazismo
La escuela Pestalozzi nace luego del polémico acto realizado en diciembre de 1933 en la Goethe Schule. El  hecho ocurrió el día 15 de diciembre de 1933. Para sorpresa de los padres de los alumnos presentes, que en su mayoría eran argentinos hijos de  alemanes, austríacos y suizos, había una enorme cruz esvástica, flanqueada por la bandera tricolor alemana y una bandera argentina. Después del discurso del Dr. Vaillant, quien aduló al Tercer Reich, tomó la palabra el embajador Edmund von Thermann, vestido con su uniforme de las SS, quien expresó su satisfacción por la alineación voluntaria de la Goethe Schule y cerró sus palabras con el saludo de ¡Heil Hitler!. Los alumnos presentes tuvieron que levantar el brazo para realizar el saludo nazi y gritar ¡Heil Hitler!. Los celadores pasaron a supervisar el saludo de los alumnos. Hubo algunos alumnos que no hicieron el saludo: fue el caso de Jorge Frohmann, y los hermanos  Roberto y Silvia Alemann. A causa de tal hecho,  la Goethe Schule perdió 50 alumnos, casi el 11 % del total. Una parte de los asociados rechazó la nazificación de la  Goethe Schule. Hubo premios para los mejores alumnos, pero si se trataba de alumnos judíos, los pasaban por alto  (Schnorbach, 2005). Los fundadores se separaron de la Goethe Schule y claramente se opusieron al régimen nazi y a la política de nazificación o "alineación", en alemán Gleichschaltung, tanto de la embajada alemana en Buenos Aires como del partido nazi argentino (Landesgruppe Argentinien).
El objetivo de Ernesto Alemann fue el de crear una escuela de educación libre y humanística de acuerdo con los pensamientos del pedagogo suizo Johann Heinrich Pestalozzi, donde se sostuvieran los valores de la cultura europea central y la lengua alemana.  Ernesto Alemann fue presidente de la comisión directiva de la Escuela Pestalozzi durante 19 años.  Se adquirió una vieja mansión en  Belgrano R. El actual edificio fue diseñado por MSGSSV.
El primer director de la escuela Pestalozzi fue Alfred Dang quien  había nacido en Kaiserlautern en 1893. Dang combatió en la Primera Guerra Mundial  y estudió historia, filosofía y germanística en la universidad de Giessen. Era miembro del Partido Social Demócrata Alemán (SPD). Se definía a sí mismo como un enemigo del chauvinismo y del antisemitismo. Llegó a la Argentina en 1934. El gobierno de Hitler lo despojó de la ciudadanía alemana.
Muchos maestros de la Escuela Pestalozzi tuvieron un papel relevante  en la organización anti-fascista Das Andere Deutschland ( La Otra Alemania) y de hecho la escuela prestó sus instalaciones para las reuniones del grupo. Entre los maestros más destacados de la Escuela Pestalozzi podemos mencionar a August Siemsen, Martin Fenske,  al ya mencionado Alfred Dang, Walter Damus, Max Tepp, Heinrich  Grönewald, Carl Meffert,  Hans Karl, entre muchos otros más.   Alfredo Bauer  quien fue alumno de la Pestalozzi Schule  remarca  esta presencia de maestros   socialistas de izquierda y comunistas en la escuela.
En 1938 el colegio se muda a su edificio actual y recibe felicitaciones de Sigmund Freud, Lion Feuchtwanger, Thomas Mann, Heinrich Mann, Albert Einstein, entre otros. Entre los alumnos más conocidos de la Escuela Pestalozzi se puede mencionar al escritor  Robert Schopflocher.

### Luego del fin de la guerra
En 1945 y luego de la declaración de guerra de Argentina a Alemania gran parte de las escuelas alemanas o de origen alemán fueron cerradas por el gobierno argentino, a excepción de la Pestalozzi Schule, la Cangallo Schule y el Colegio Alemán Incorporado Burmeister. Se calcula que existían unas 200 escuelas alemanas en todo el país antes de 1945, si bien las más grandes estaban en Buenos Aires. En la actualidad existen menos de 30.
En 1960, quince años después del fin de la Segunda Guerra Mundial el Colegio Pestalozzi se incorporó a la comunidad de Trabajo de Asociaciones Escolares Argentino-Alemana (AGDS) y comenzó a recibir apoyo por parte de la Oficina Central Alemana para La enseñanza en el Extranjero. Desde 1960, el Colegio Pestalozzi recibe apoyo financiero, cultural y pedagógico del gobierno alemán.
El colegio  Pestalozzi incorporó el nivel secundario en 1961 y obtuvo el reconocimiento de la primera sala oficial del nivel inicial en 1971. Desde 1973 está autorizado a tomar los exámenes  de alemán Deutsches Sprachdiplom. En 1999 el colegio recibe la visita del Presidente Federal alemán, Prof. Dr. Roman Herzog.

### SigloXXI
En el año 2004 se inició el proceso PQM ( gestión de calidad pedagógica),cuya primera etapa culminó en el año 2010 con la obtención del sello de calidad "Colegio Alemán de Excelencia en el Extranjero". El colegio fue reconocido como socio de la iniciativa MINT. Fue la primera institución educativa en Latinoamérica y la cuarta en el mundo en recibir dicha distinción. Ese mismo año de 2004  la escuela recibe al alcalde de Berlín, Klaus Wowereit. En el año 2007 la escuela contaba con 995 alumnos en sus tres niveles inicial, primario y secundario.
En 2017   se produce la  visita de la Dra. Martina Münch, Ministra de Ciencia, Investigación y Cultura del Estado Federado de Brandeburgo. Ese mismo año  se coloca la placa conmemorativa "Stolperstein" en la entrada del Colegio. En 2018 el colegio recibe la visita  del Ministro de Relaciones Exteriores de Alemania Heiko Maas.
La historia de la escuela Pestalozzi se encuentra documentada en el libro "Por la otra Alemania. El colegio Pestalozzi en Buenos Aires (1934-2004)" de Hermann Schnorbach.
En la actualidad cuenta con aproximadamente 1200 alumnos. Se trata de una de las escuelas de  origen alemán más importantes de la Argentina.

### Alumnos  célebres
- Roberto Alemann
- Alfredo Bauer[26]
- Roberto Schopflocher